# Janome

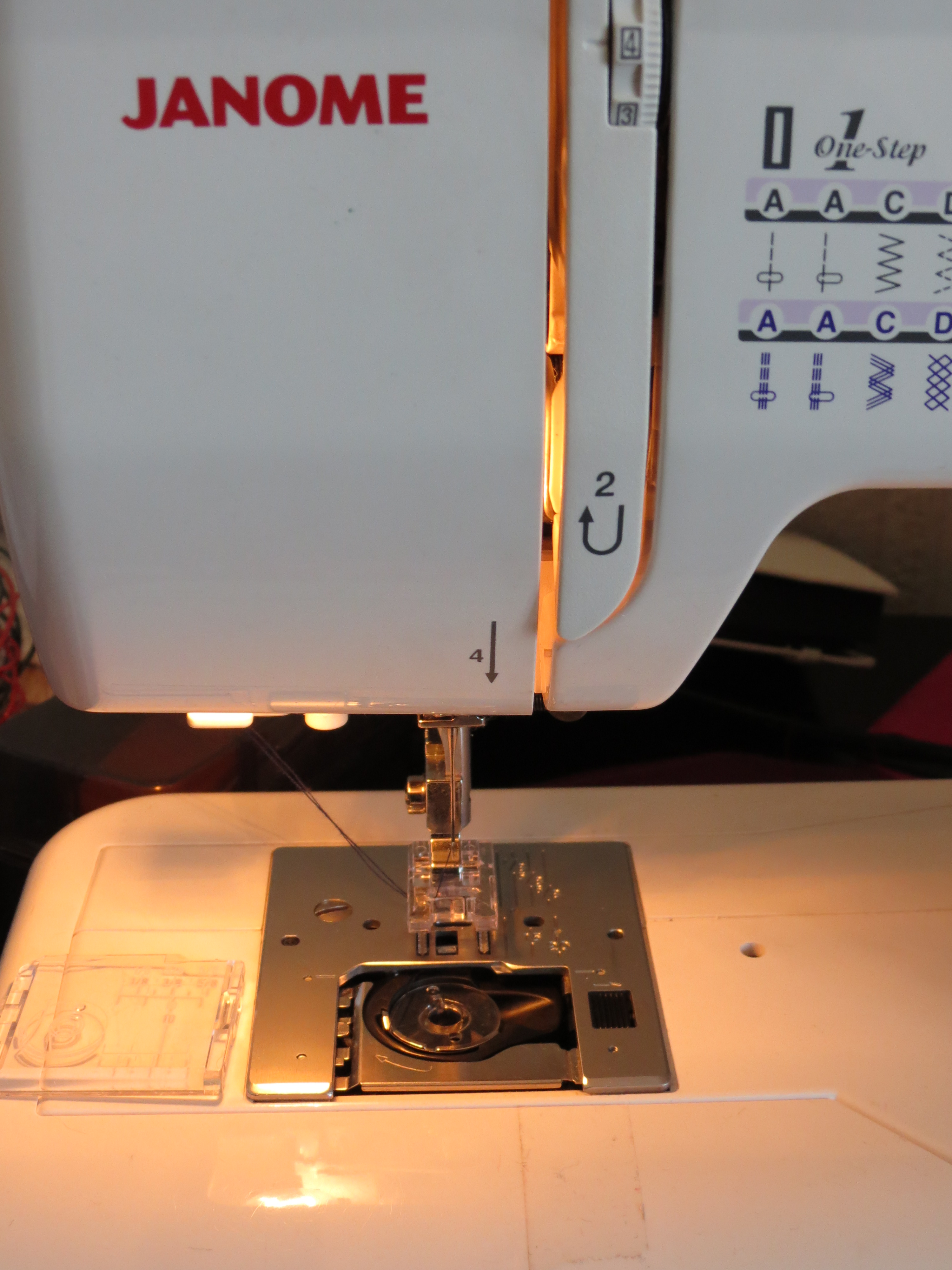
Détail d'une machine à coudre Janome

Janome, signifiant « œil de serpent » en japonais, est une société japonaise de machine à coudre.

## Histoire
En 1921, Yosake Ose et Shigeru Kamematsu fondent Janome à Tokyo puis, dans les années 1960, la société américaine New Home est rachetée. Ce n'est qu'au 1er mai 1999 que New Home change de nom aux États-Unis et devient Janome.
Janome a également racheté la société suisse Elna en 1996 tout en lui laissant son indépendance.

### Histoire de New Home
Ses premières machines à coudre ont été fabriquées dans le Massachusetts (États-Unis) par William Baker et Andrew J. Clark. En 1867, la société Gold Medal Sewing Machine devient New Home. En 1889, New Home achète la fonderie Orange Iron Foundry Company. En 1898, la manufacture New Home est détruite par un incendie.
New Home achète en 1918 la National Furniture Company.

## Sources